# Fire with Fire (2012)
Fire with Fire is een Amerikaanse actiefilm uit 2012, geregisseerd door David Barrett.

## Verhaal
Brandweerman Jeremy Coleman is op het verkeerde moment en plaats aan het winkelen bij een tankstation. Op dat moment wordt hij getuige van een brute moord op de eigenaar van het pompstation, gepleegd door David Hagan en zijn handlangers, omdat de eigenaar niet mee wil meewerken aan een overname van het pompstation voor Hagan. Jeremy kan maar net ontsnappen, maar raakt wel licht gewond. 
Als David Hagan wordt opgepakt door de politie, vraagt rechercheur Mike Cella aan Jeremy of hij wil meewerken om de dader aan te wijzen. Cella, die al een tijd achter Hagan aan zit, ziet zijn kans schoon om Hagan achter de tralies te krijgen. Als Jeremy achter spiegelglas David Hagan aanwijst, zegt Hagan meteen dat hij weet dat Jeremy Coleman de getuige is. Hierdoor regelt Cella voor Jeremy een ander identiteit tot na het proces, en wordt hij tussentijds beschermd door Talia van de U.S. Marshals Service. Jeremy en Talia krijgen een relatie. 
Alles lijkt goed te gaan tot twee weken voor de zitting Jeremy onder vuur wordt genomen, waarbij hij maar net ontsnapt aan de dood. Talia raakt gewond maar overleeft de aanslag eveneens. Nu krijgt Jeremy een Ghost Identiteit van de politie waarmee hij officieel niet bestaat en dus niet meer kan worden opgespoord. Als de politieagenten Jeremy even uit het oog verliezen wordt Jeremy gebeld door Hagan, die zegt dat hij beter niet kan getuigen omdat het beter is voor beide partijen. Jeremy zegt dat hij pas rust heeft als Hagan in de gevangenis zit. Hagan wijst er op dat hij dan ervoor zal zorgen dat zijn mannen hem niet laten rusten en ook niet alles wat hem lief is, ook niet zijn eventuele toekomstige kinderen. Jeremy zegt daarop dat hij ervoor zal zorgen dat Hagan als eerste wordt vermoord. Jeremy weet onder het toezicht van de politieagenten vandaan te komen en neemt het heft in eigen hand. 
Talia weet te achterhalen waar Jeremy verblijft en wil hem stoppen met zijn plannen. Jeremy weet echter ook te ontsnappen bij Talia en gaat naar Hagans verblijfsplaats. Talia wordt gekidnapt door een handlanger van Hagan en wordt naar Hagan gebracht. Jeremy steekt het pand waar Hagan en zijn mannen zijn in brand. Het hele pand staat in lichtelaaie en bijna iedereen verbrandt. Talia, die ook in het pand is, schreeuwt om hulp. Jeremy hoort Talia en met een brandweerpak aan wil hij haar gaan redden. Hagan weet aan de vuurzee te ontkomen en er ontstaat een worsteling tussen Hagan en Jeremy. Als Hagan wordt geraakt door een bijl in zijn borst, kan hij nog net een pistool trekken en schieten op Jeremy. Talia vindt Jeremy's pistool en schiet op Hagan, waardoor deze overlijdt. Jeremy brengt Talia in veiligheid. 
Op een later moment zegt Cella - licht grijnzend - tegen zijn collega op het bureau dat al het bewijsmateriaal bij het pand van Hagan is vernietigd door de brand.

## Rolverdeling
| Acteur            | Personage      |
| ----------------- | -------------- |
| Josh Duhamel      | Jeremy Coleman |
| Bruce Willis      | Mike Cella     |
| Rosario Dawson    | Talia Durham   |
| Vincent D'Onofrio | David Hagan    |
| 50 Cent           | Lamar          |
| Julian McMahon    | Robert         |
| Vinnie Jones      | Boyd           |
| Arie Verveen      | Darren         |
| Eric Winter       | Adam           |
| Bonnie Somerville | Karen Westlake |
| Richard Schiff    | Harold Gethers |
| Yohance Myles     | Deputy Parker  |